# Distretto di Baliqchi
Il distretto di Baliqchi è uno dei 14 distretti della Regione di Andijan, in Uzbekistan con 150.800 abitanti.
Il capoluogo è Baliqchi.

## Geografia antropica

### Suddivisioni amministrative
Il distretto è formato da una città (il capoluogo Baliqchi) e 8 comuni:
- Alimbek
- Boʻston
- Guliston
- Oxunboboev
- Siza
- Xoʻjaobod
- Eski Xaqqulobod
- Oʻrmonbek